# Louis V. de Mailly
Louis (V.) de Mailly (* 10. Dezember 1696 in Versailles; getauft im Februar 1700; † 7. September 1767 in Paris) war ein französischer General aus dem Haus Mailly.
Er war Seigneur de La Borde, Comte de Rubempré, Marquis de Nesle (ab 15. Oktober 1721) et de Mailly, Comte de Bohain, Vicomte de Monchy-La-Gache, Baron de Beaulieu, d’Athie, de Freniche, d’Engoudsent, Seigneur de Maurup, Pargny, etc., Prince d’Orange

## Leben
Louis (V.) de Mailly ist der Sohn von Louis de Mailly, Comte de Mailly (1662–1699), und Anne Marie Françoise de Sainte-Hermine († 1737).
Er schlug die Militärlaufbahn ein, wurde am 25. Juli 1723 Cornette de Chevau-légers d’Anjou und im gleichen Jahr Ritter im Ordre de Notre-Dame du Mont-Carmel sowie im Ordre royal et militaire de Saint-Louis. 1724 trat er bei den Gendarmen ein, wurde 1726 Sous-Lieutenant bei den Gendarmes ecossais, und am 25. Juli 1733 Capitaine-lieutenant et commandant la Gendarmerie, nachdem sein Bruder Louis-Alexandre de Mailly (1694–1748) zurückgetreten war.
1744 wurde er zum Premier et Grand Écuyer der Dauphine de France ernannt. Im Jahr 1748 wurde er zum Lieutenant-générs des Armées du Roi befördert. Am 25. Mai 1749 wurde er Ritter im Orden vom Heiligen Geist. Am 29. November 1751 leitete er das Kapitel des Ordre de Saint-Michel als Commandeur des Ordres de Saint-Michel et du Saint-Esprit. Außerdem war er Gouverneur der Städte Dieppe und Arques und der Burgen Dieppe und Arques
Als sein Cousin ersten Grades, Louis III. de Mailly, 1764 ohne männliche Nachkommen starb, erhielt er das Marquisat Nesle und den Titel Prince d’Orange aufgrund der Ewigen Substitutionsbriefe, die König Ludwig XIV. ihrem Großvater Louis Charles de Mailly im Dezember 1701 gewährt hatte.
Louis de Mailly, Comte de Mailly, Marquis de Nesle, starb am 7. September 1767 in seinem Hôtel particulier in der Rue du Bac in Paris; er wurde in Nesle bestattet. Anne Françoise Elisabeth Arbaleste de Melun starb am 19. Januar 1774

## Ehe und Nachkommen
Per Ehevertrag vom 29. Oktober 1731 heiratete er Anne-Françoise-Elisabeth L’Arbaleste (* 1. November 1707 in Paris; † 19. Januar 1775 ebenda), Vicomtesse de Melun die Tochter von François Louis Arbaleste, Vicomte de Melun, Seigneur de La Borde, und Marie Anne Moufle. Die Ehe musst am 29. Juli 1733 erneuert werden. Ihre Kinder sind:
- Marie-Anne de Mailly-Rubempré (* 17. September 1732 in La Borde; † 13. Februar 1817) ; ⚭ 29. März 1750 Charles Georges René du Cambout, Marquis de Coislin (1728–1771), Maréchal des Camps et Armées du Roi
- Françoise Parfaite Thaïs de Mailly (* 5. Januar 1737; † 22. April 1819 in Dôle), Sternkreuzordensdame; ⚭ 1753 Alexandre Marie Léonor de Saint Mauris, Prince de Montbarrey, Reichsfürst (1732–1796), Lieutenant général des Armées du Roi, Secrétaire d’État à la guerre (1777– 1780), Grande von Spanien 1. Klasse, Ritter im Orden vom Heiligen Geist
- Angélique Adelaïde Sophie de Mailly (* 15. Juli 1739; † 25. Juli 1823 in Paris); ⚭ 5. April 1758 Claude Antoine de Béziade, Marquis d’Avaray (1740–1829), 1817 Pair de France, 1817 Duc d’Avaray, 1820 Ritter im Orden vom Heiligen Geist
- Louis-Joseph de Mailly-Rubempré (* 1. November 1744; † 4. April 1810 in Paris), Comte de Mailly-Rubempré, Marquis de Nesle, Prince souverain d’Orange; ⚭ 4. April 1765 Adélaïde Julie de Hautefort (1743–1783), Tochter von Emmanuel Dieudonné de Hautefort, Marquis de Hautefort, und Françoise Claire d’Harcourt

Anne Adélaïde Julie de Mailly (1766–1789), einziges Kind von Louis Joseph de Mailly und Adélaide Julie de Hautefort. heiratete 1788 Ludwig Maria Prinz von Arenberg (1757–1795); deren einzige Tochter ist Amalie Luise von Arenberg (1789–1823), die 1807 Pius August in Bayern heiratete, den Großvater der Kaiserin Elisabeth von Österreich-Ungarn (1837–1898).